# Чекич, Биляна
Биляна Чекич (серб. Биљана Чекић, родилась 25 октября 2007 года в Срефлие) — боснийская сербская киноактриса, известная по главной роли Дары Илич в картине «Дара из Ясеноваца».

## Биография
Родилась и выросла в селе Срефлие общины Козарска-Дубица Республики Сербской. Отец — Радован Чекич. Прабабушка Биляны по отцовской линии и ещё девять родственников были узниками лагеря смерти Ясеновац, но выжила только прабабушка. Также у неё есть сестра Диана и брат Стефан.
Биляна не получала актёрского образования: слава к ней пришла после съёмках в фильме «Дара из Ясеноваца» 2020 года, где она сыграла главную роль — Дары Илич. На главную роль она была отобрана случайно, когда среди учащихся её школы решили провести кастинг.
Фильм был выдвинут на премию «Оскар» за лучший фильм на иностранном языке и на премию «Золотой глобус» за лучший фильм-драму. Сама Биляна была номинирована также на премию «Золотой глобус» за лучшую женскую роль в драме.
В 2021 году она получила от настоятеля монастыря Хиландар отца Мефодия стипендию на обучение в качестве награды за роль Дары Илич.
Несмотря на пришедшую к ней славу, она продолжает жить обычной жизнью в своей деревне Срефлие.

## Фильмография
| 2020-е |                   |           |
| 2020   | Дара из Ясеноваца | Дара Илич |

## Награды
- Орден Звезды Карагеоргия II степени (2024)[9]